# Wang Jin
Wang Jin, född 5 december 1960, är en kinesisk bågskytt. Hon deltog vid olympiska sommarspelen 1984.